# Bimota DB7
La Bimota DB7 è una motocicletta costruita dalla casa motociclistica italiana Bimota dal 2009 al 2011.

## Descrizione

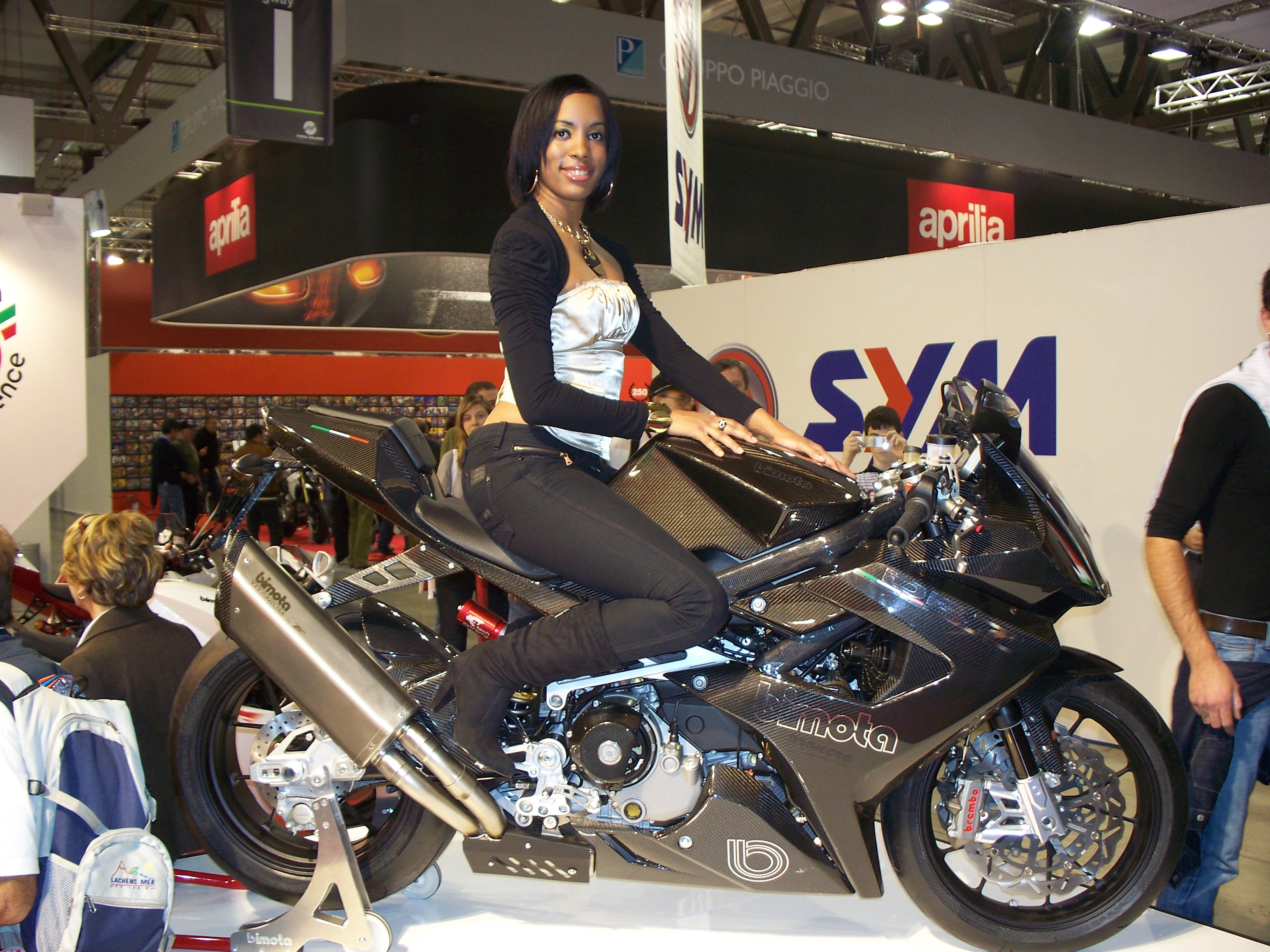
DB7 Full Carbon

La moto, presentata a EICMA nel novembre 2007, è stata commercializzata fino al 2011 quando, venendo poi sostituita dalla DB8 SP. Il motore è derivato dalla Ducati 1098 e si tratta di un bicilindrico a V di 90° a quattro tempi che sviluppa 160 cavalli a 9750 giri/min ed è alimentata da un sistema d'iniezione elettronica Magneti Marelli.

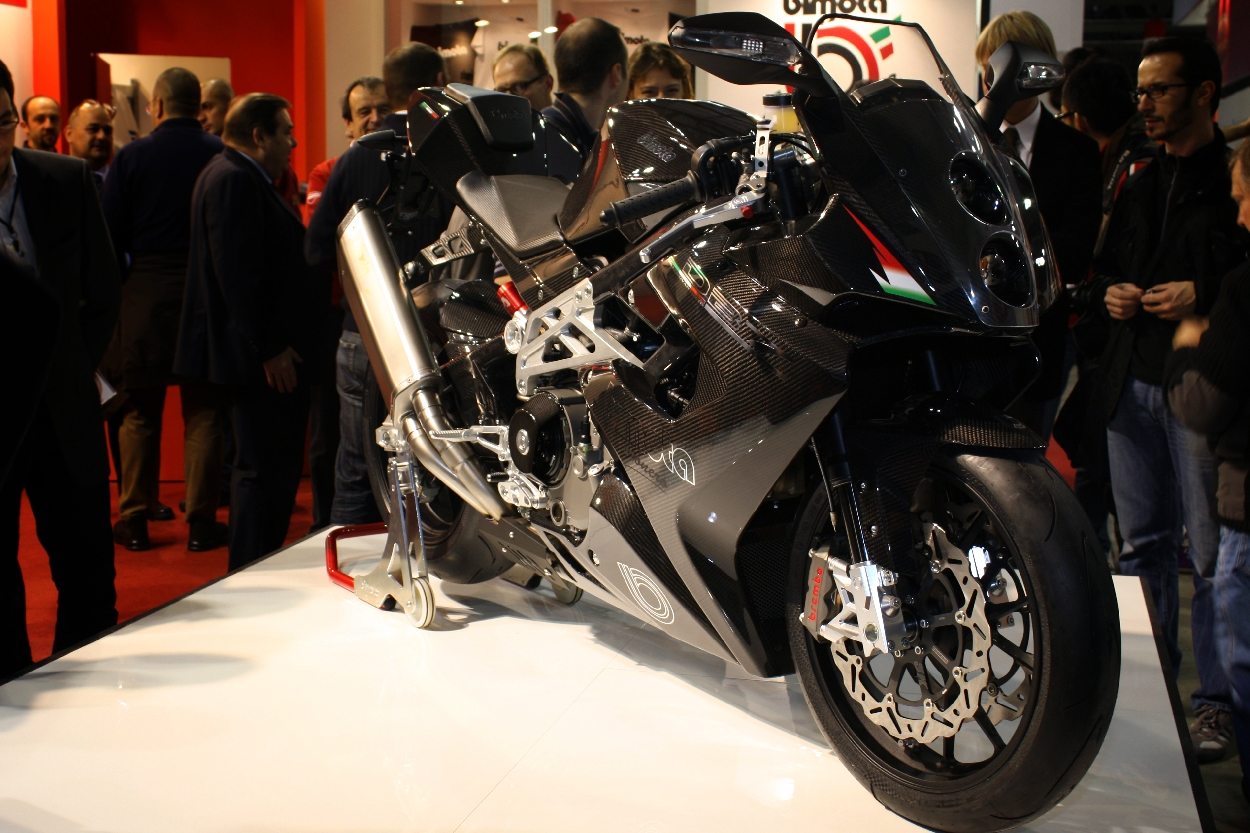
DB7 Oronero

Il telaio è un traliccio tubolare in acciaio e lega di cromo molibdeno. Le sospensioni sono, all'anteriore della Marzocchi con la forcella telescopica a steli rovesciati da 43 mm di diametro e posteriore con mono ammortizzatore Extreme Tech. Il sistema frenante è composto da due dischi flottanti da 320 mm di diametro all'anteriore e da un disco fisso da 230 mm di diametro al posteriore; entrambe vengono morse rispettivamente da pinze Brembo a quattro e due pistoncini.

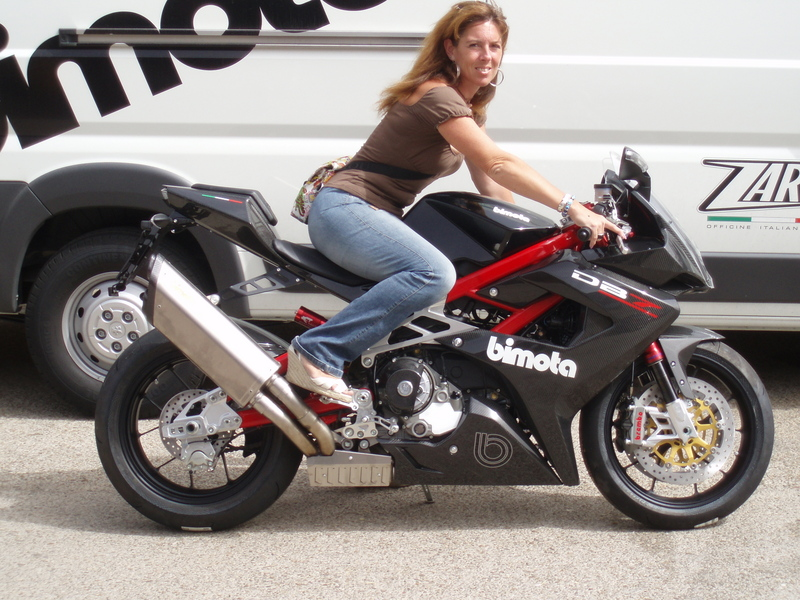
DB7 Black Edition

## Evoluzione
Il 4 novembre 2008, sempre EICMA a Milano, Bimota presenta la versione DB7 Oronero. Realizzata insieme all'azienda BR Bike Research, si caratterizza per la costruzione in fibra di carbonio per svariate componenti tra cui carena, parafanghi e guscio della sella, ma anche di parte del telaio. Il forcellone, sempre in fibra di carbonio, incorpora il parafango posteriore. Il serbatoio rimane realizzato in plastica, ma viene rivestito in fibra di carbonio. Il peso scende a 164 kg. Il motore viene rivisitato con un aumento della potenza. 
Il 27 aprile 2009, alla Milano Design Week viene presentata la DB7 Nerocarbonio. Mantiene la carenatura in fibra di carbonio della Oronero, ma con il telaio in alluminio della DB7 standard verniciato di nero.
In Giappone era disponibile anche una versione chiama DB7S, che si differenziava per avere le sospensioni Öhlins.
La ArthaWorks Solutions con sede a Long Beach in California, ha realizzato la DB7R Diavolo Rosso, con telaio e ciclistica ripresi dalla DB7 Oronero, carenatura in fibra di carbonio nero, scarico modificato e sella a coda tronca.